# Lənkəran-Stadtstadion
Das Lənkəran-Stadtstadion (aserbaidschanisch Lənkəran Şəhər Stadionu) ist ein Fußballstadion in Lənkəran, Aserbaidschan.
Der aserbaidschanische Fußballerstligist FK Xəzər Lənkəran bestreitet seine Heimspiele in diesem Stadion. 2006 fand die Stadioneröffnung statt. Die Baukosten beliefen sich auf geschätzte 15 Millionen US-Dollar. Das Stadion fasst 15.000 Zuschauer.
Das Stadion erfüllt die Kriterien der UEFA und wurde am 17. Juli 2009 von der UEFA anerkannt. Das erste internationale Fußballspiel in diesem Stadion wurde am 5. September 2009 zwischen Aserbaidschan und Finnland ausgetragen, welches Aserbaidschan 2:1 verlor.
Das Stadion war eines von sechs Austragungsorte der U-17-Fußball-Weltmeisterschaft der Frauen 2012.